# Egon Monk
Egon Monk (* 18. Mai 1927 in Berlin; † 28. Februar 2007 in Hamburg) war ein deutscher Schauspieler, Theater- und Filmregisseur, Dramaturg und Autor.

## Leben und Wirken
Monk wuchs als Arbeiterkind im Berliner Bezirk Wedding auf und besuchte das Berliner Lessing-Gymnasium. Er nahm von 1943 bis 1945 als Luftwaffenhelfer am Zweiten Weltkrieg teil, zu seinen Aufgaben gehörte die Bedienung der 8,8-cm-Flugabwehrkanone. Im Anschluss besuchte er von 1945 bis 1947 die Schauspielschule und wurde Regieschüler bei der DEFA.
Nach verschiedenen Engagements war Monk 1949 bis 1953 Mitglied des Berliner Ensembles und wurde, gemeinsam mit Benno Besson, Nachwuchsregisseur und Assistent unter Bertolt Brecht und Berthold Viertel. Er verließ 1953 die DDR und arbeitete von 1954 bis 1959 als freier Autor und Hörspielregisseur beim RIAS Berlin. 1957 wechselte Monk zur Hörspielabteilung des NDR, wo er von 1960 bis 1968 Leiter der Fernsehspielabteilung war.
Monk wurde 1968 für kurze Zeit die Intendanz des Deutschen Schauspielhauses Hamburg übertragen, nachdem Intendant Oscar Fritz Schuh aus dieser Position ausgeschieden war. Monk verursachte in Hamburg einen Theaterskandal, indem er mit seiner modernen Inszenierung von Friedrich Schillers Die Räuber das konservative Publikum der Hamburger Staatsbühne schockierte.
Sein schriftlicher Nachlass befindet sich im Archiv der Akademie der Künste in Berlin.

### Privatleben

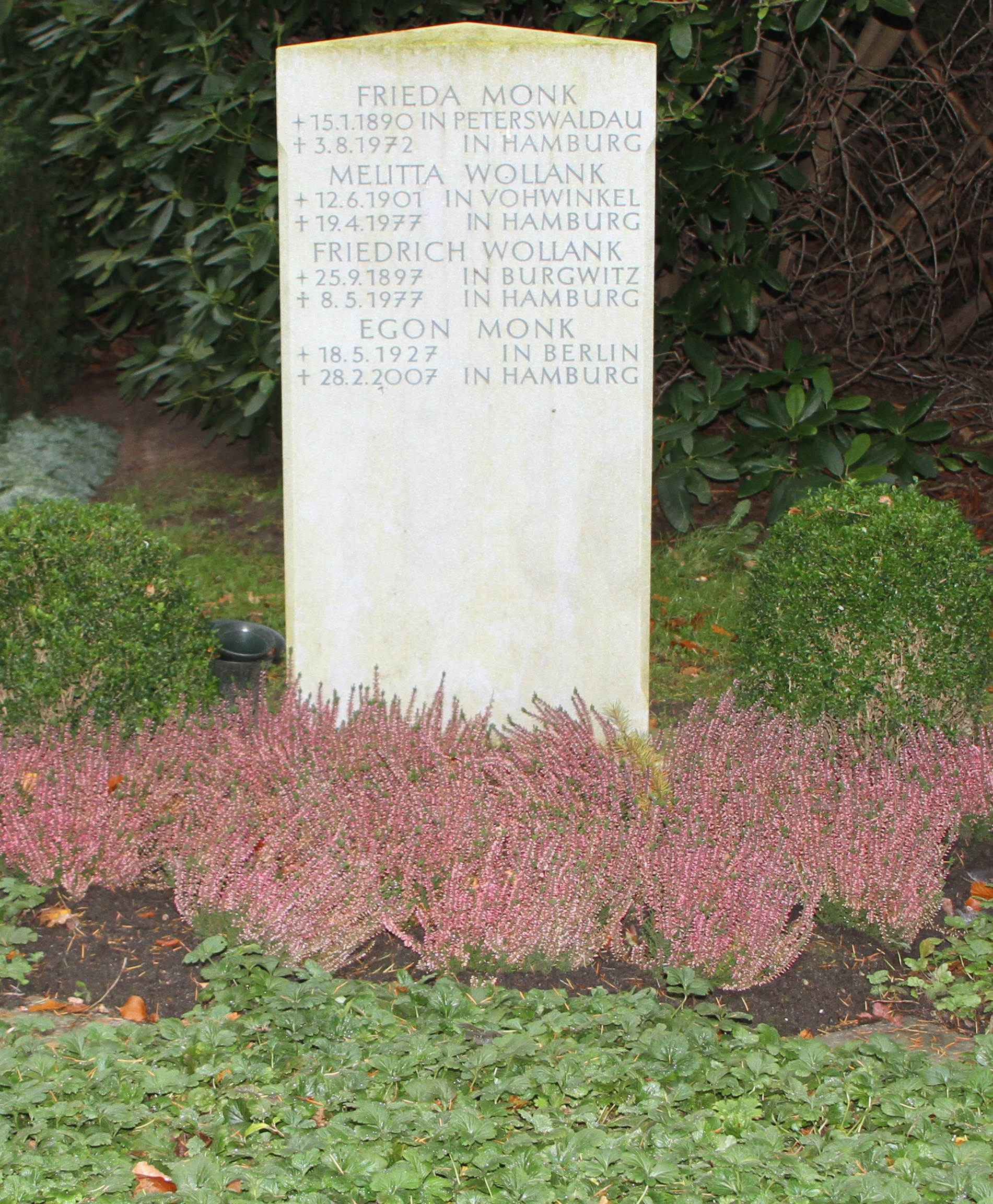
Grabstein von Egon Monk auf dem Ohlsdorfer Friedhof, 2011

Monk war seit 1950 mit seiner Frau Ulla verheiratet und lebte bis zu seinem Tod am 28. Februar 2007 in einer Villa im Mittelweg in Hamburg-Harvestehude. Aus der Ehe gingen zwei Söhne hervor, Sebastian (* 1954) und Berthold (* 1960). Seine letzte Ruhe fand Egon Monk auf dem Ohlsdorfer Friedhof in Hamburg.

## Auszeichnungen
- 1960: Hörspielpreis der Kriegsblinden für Auf einem Maulwurfshügel von Franz Hiesel (NDR/ORF 1959).
- 1966: Adolf-Grimme-Preis mit Silber für Ein Tag
- 1966: Goldene Kamera
- 1966: DAG-Fernsehpreis
- 1966: Jakob-Kaiser-Preis
- 1966 und 1973: Fernsehfilmpreis der Deutschen Akademie der Darstellenden Künste
- 1967: Adolf-Grimme-Preis mit Silber für Preis der Freiheit
- 1983: Goldener Gong
- 1983: Gold Award des International Film and TV Festival of New York
- seit 1983 Mitglied der Berliner Akademie der Künste
- 1984: Adolf-Grimme-Preis mit Gold für Die Geschwister Oppermann
- seit 1987 Ehrenprofessor der Freien und Hansestadt Hamburg
- 1988 Deutscher Kritikerpreis

## Werke (Auswahl)

### Fernsehen/Regie
- 1953: Die Gewehre der Frau Carrar (Deutscher Fernsehfunk (DFF), Bühnenstück nach Bertolt Brecht)
- 1958: Das Geld, das auf der Straße liegt (Nord- und Westdeutscher Rundfunkverband (NWRV), nach einem Hörspiel von Werner Jörg Lüddecke)
- 1958: Die Brüder (NWRV, Erzählung „Pierre et Jean“ nach Guy de Maupassant)
- 1962: Die Revolution entlässt ihre Kinder (NDR, Trilogie nach dem Bericht von Wolfgang Leonhard über dessen Zeit in der Sowjetunion Stalins)
- 1962: Leben des Galilei (NDR, Bühnenstück nach Bertolt Brecht)
- 1962: Anfrage (NDR, Gesellschaftlicher Umgang mit der Zeit des Nationalsozialismus, nach dem Roman von Christian Geissler)
- 1963: Wassa Schelesnowa (NDR, Bühnenstück nach Maxim Gorki)
- 1963: Schlachtvieh (NDR, Gesellschaftsdrama in einem Nachtzug, nach dem Roman von Christian Geissler)
- 1963: Mauern (NDR, Sender Freies Berlin (SFB), Berliner Mauer-Drama, nach Gunther R. Lys)
- 1963: Aufstieg und Fall der Stadt Mahagonny (NDR, Bühnenstück nach Bertolt Brecht)
- 1964: Andorra
- 1964: Wilhelmsburger Freitag (NDR, Ehe- und Arbeiteralltag in Hamburg)
- 1965: Ein Tag – Bericht aus einem deutschen Konzentrationslager 1939 (Es geht um einen fiktiven Tag. Die Handlung basiert vor allem auf den persönlichen Erfahrungen des ehemaligen Sachsenhausen-Häftlings)
- 1965: Der Augenblick des Friedens (NDR, Das Ende des Krieges in Berlin. Die zwei anderen Episoden des Films behandeln das Kriegsende in Polen, Regie: Tadeusz Konwicki, und das Kriegsende in Frankreich, Regie: Georges Franju nach einem Drehbuch von Marguerite Duras)
- 1966: Preis der Freiheit (NDR, DDR-Grenzerdrama)
- 1968: Über den Gehorsam. Szenen aus Deutschland (NDR, Schauspiel von Claus Hubalek und Egon Monk)
- 1969: Goldene Städte (Hessischer Rundfunk (HR), Bühnenstück nach Arnold Wesker)
- 1969: Die Räuber (NDR, Bühnenstück nach Friedrich Schiller)
- 1970: Industrielandschaft mit Einzelhändlern (NDR, stark an das epische Theater angelegte Geschichte des Untergangs eines Hamburger Drogisten, Hauptdarsteller: Horst Tappert)
- 1973: Bauern, Bonzen und Bomben (NDR, nach dem gleichnamigen Roman von Hans Fallada)
- 1975: Die Gewehre der Frau Carrar (Zweites Deutsches Fernsehen (ZDF), Bühnenstück nach Bertolt Brecht)
- 1983: Die Geschwister Oppermann (ZDF, nach dem gleichnamigen Roman von Lion Feuchtwanger)
- 1988: Die Bertinis (ZDF, nach dem gleichnamigen Roman von Ralph Giordano)

### Theater/Regie
- 1950: Bertolt Brecht: Herr Puntila und sein Knecht Matti (Stadttheater Rostock)
- 1951: Gerhart Hauptmann: Der Biberpelz und Der rote Hahn (Berliner Ensemble im Deutschen Theater Berlin)
- 1952: Johann Wolfgang von Goethe: Urfaust (Berliner Ensemble in der Potsdamer Volksbühne im Landestheater)
- 1953: Bertolt Brecht: Die Gewehre der Frau Carrar (Berliner Ensemble im Deutschen Theater Berlin – Kammerspiele)

### Radio/Hörspiel/Regie
- 1953: Bertolt Brecht: Die Gewehre der Frau Carrar, mit Helene Weigel, Ekkehard  Schall, Erwin Geschonneck u. a. (Rundfunk der DDR)
- 1956: Walter Jens: Seine Majestät Mr. Seiler – Komposition: Olaf Bienert, mit Emil Surmann, Agnes Windeck, Gerda Harnack, Max Grothusen, Reinhold Bernt, Herbert Weißbach u. a. (RIAS Berlin)
- 1957: Josef Martin Bauer: Wie Sand am Meer, mit Werner Bruhns, Tilla Durieux, Peter Mosbacher, Günter Pfitzmann, Otto Braml u. a. – (RIAS Berlin)

## Notizen
1. ↑  Egon-Monk-Archiv Bestandsübersicht auf den Webseiten der Akademie der Künste in Berlin.
2. ↑  Monika Buschey: Wege zu Brecht, Dittrich Verlag

| Personendaten    | Personendaten                                          |
| ---------------- | ------------------------------------------------------ |
| NAME             | Monk, Egon                                             |
| KURZBESCHREIBUNG | deutscher Schauspieler, Regisseur, Dramaturg und Autor |
| GEBURTSDATUM     | 18. Mai 1927                                           |
| GEBURTSORT       | Berlin                                                 |
| STERBEDATUM      | 28. Februar 2007                                       |
| STERBEORT        | Hamburg                                                |